# Anna Klindt Sørensen
Anna Klindt Sørensen (født 9. august 1899 på Stensgård ved Ry, død 28. juli 1985 i Ry) var en dansk kunstner. Forældre gårdejer Anders Sørensen og hustru Inger Marie Andersen. Begravet på Gl. Ry Kirkegård.

## Biografi
Anna Klindt Sørensen blev i 1918 optaget på Albertine Wesenbergs Skole for Porcelænsmalerinder i København. I 1919 blev hun, efter forberedelse hos maleren Viggo Brandt, optaget på Det Kongelige Danske Kunstakademi, på Kunstskolen for Kvinder, hos professor Valdemar Irminger. I 1920 forlod hun skolen i protest, efter at maleren Sigurd Wandel blev udnævnt til Irmingers efterfølger, trods protester og elevstrejker. Herefter rejste hun i 1922 til Paris for at søge inspiration i eet af tidens mest banebrydende kunstmiljøer. Her studerede hun i de efterfølgende år på tre malerskoler, hos Marcel Gromaire, Fernand Legér og André Lhote. 
I 1961 arvede hun Villa Petersborg i Ry efter sin mor, og her var det hendes hensigt at etablere et museum for kvindelige kunstnere og en legatbolig for skandinaviske kvindelige kunstnere. Efter 1962 boede og arbejdede hun i villaen en stor del af året, indtil hun i 1979 flyttede til plejehjemmet Søkilde i Ry.
Museet for kvindelige kunstnere blev dog aldrig en realitet. I 1986 solgtes Villa Petersborg til Ry Kommune. Samme år afholdtes en mindeudstilling på Hotel Himmelbjerget. I 1987 oprettedes Anna Klindt Sørensens Fond, der forvalter hendes kunstneriske rettigheder til den efterladte samling af hendes malerier, grafiske værker og tegninger. AKS Fonden uddeler hæderslegater til fremragende kvindelige kunstnere i Danmark. Samlingen af Anna Klindt Sørensens værker er nu overdraget til Vardemuseerne.

## Kunstnerisk praksis

### De tidlige år
Anna Klindt Sørensen arbejdede med lige stort nærvær og råstyrke i de forskellige genrer maleri, grafik og tegning. I tidlige landskabsmalerier ses inspiration fra eet af hendes kunstneriske forbilleder fra egnen ved Ry, maleren Pauline Thomsen (1858-1931). Efter tiden på Kunstakademiet i København søgte hun udfordringer i den moderne kunst, og under opholdene i Paris udviklede hendes malerier sig hurtigt til ekspressive storladne værker. Altid dog med en indledende disciplin i forhold til billedopbygningen. Særligt i de tidlige værker ses påvirkningen fra den franske skole. Men som Bent Irve udtrykker det i en anmeldelse af udstillingen med Anna Klindt Sørensen på Fuglsanghus i Hørsholm i 1999: "...Men i hvor høj grad der er tale om dybere forståelse af kubismen er dog diskutabelt, i hvert fald rummer billedkompositionerne en række kantede træk og forsøg på konstruktiv orden, som dog aldrig slår igennem. Kunstneren er gennemgående for impulsiv og uregerlig og må følge sin trang til at lade naturen - naturtalentet - gå over optugtelsen. Hun er tydeligvis ekspressionist, hvilket hendes værker på udstillingen i Fuglsanghus da også klart vidner om, men hendes ekspressionisme er let, charmerende, kapriciøs og gallisk præget. Det er udpræget på den ufortøvede, spontanistiske indstilling hun bygger sine billeder."

### Grafik
Omkring 1940 flyttede Anna Klindt Sørensen til København. Hun begyndte at komme på Grafisk Skole på Kunstakademiet og indledte gennem arbejdet med litografi og ætsning sit efterfølgende omfattende grafiske værk. Den daglige leder af Grafisk Skole, Holger J. Jensen, var medlem af Decembristerne, ligesom een af hendes venner fra den første tid i Paris, maleren Kay Christensen. I 1942 blev hun medlem af Decembristerne, som gruppens andet kvindelige medlem - det første var maleren Ebba Carstensen. Grafisk Skole og Decembristerne gav hende et levende kunstmiljø at færdes i, ligesom Kunstnernes Statsunderstøttede Croquisskole, hvor hun sammen med andre kunstnere arbejdede direkte over for modellen med en stadig registrering af det sete.
Den grafiske teknik med koldnålsraderinger gjorde det muligt for Anna Klindt Sørensen at arbejde med dette kunstneriske udtryk på sine mange rejser, fordi teknikken ikke kræver syrebade eller umiddelbar trykkeproces. Man kan dermed medtage, arbejde på og hjemtage de bearbejdede plader samt efterfølgende trykke på grafikværksteder. Anna Klindt Sørensen arbejdede med koldnålsgrafik blandt andet, da hun modtog på legatophold på Lysebu i Norge i 1949, 1952 og 1956.

### Kvindelige kunstnere på Bornholm
Under 2. verdenskrig umuliggjordes rejserne til udlandet, og Anna Klindt Sørensen rejste til Bornholm, hvor hun sammen med malerne Ellen Fischer, Olga Lau, Ebba Schou og Asta Ring Schultz dannede en lille koloni af kvindelige kunstnere.

### Kvindesagen
Anna Klindt Sørensen deltog i flere udstillinger sammen med Kvindelige Kunstneres Samfund. Desuden deltog hun i foreningens udflugter og julefester. Hun var stærkt optaget af den manglende ligestilling for kvindelige kunstnere. Sanne Kofod Olsen bringer i sin artikel "Gruppebillede med dame" et citat fra et interview i Ekstra Bladet 30. april 1942 med Anna Klindt Sørensen. Journalisten bemærker, at "det går bedre med tidens kunstsalg": "Ja, maaske", siger hun, "men det er sandelig ikke moderne kunst og frem for alt er det ikke malerindens arbejder. Mens kvinder paa andre felter faar samme betaling for deres arbejde som mandlige kolleger, tag f.eks. læger, tandlæger, jurister osv., saa maa malerinder nøjes med urimelig smaa priser, selvom deres kunst af kritikken for længst er placeret i plan med mænds. Jeg ved ikke hvorfor publikum stiller sig saaledes. Mener man monstro, at hos den kvindelige kunstner slukkes den hellige ild uvægerligt, naar hun gifter sig, at hendes interesse da opsluges af mand, hjem og eventuelle børn, eller mener man, at kvinden er for materialistisk indstillet til at kunne lade fantasien tage flugt. Jeg ved som sagt ikke, hvad der ligger til grund for den kulde, der vises os, men tro mig, vi lider under den baade aandeligt og fysisk, men vi bliver ogsaa ved at slaas for vor kunst og for tilværelsen i det hele taget."

### Portrætter
Portrætmaleri beskæftigede Anna Klindt Sørensen sig inderligt med. Een af de portrætterede, kunstkritikeren Pierre Lübecker, skrev til hendes udstilling på Sophienholm om hende. Fra artiklen citeres: "Mens hun malede, faldt det mig ofte ind, at hendes inspiration i høj grad var det lys, der omgav modellen, og at også den særlige farveholdning, hvormed hun forbandt sin opfattelse af ham, krævede hendes opmærksomhed. Derimod var det i mindre grad hans træk eller andre fysiognomiske kendeteg, som optog hende. Hans signalement blev ikke respekteret, ja, hun ænsede det næppe udover de grænser, som hendes helt subjektive indtryk havde sat. Og billedet selv nærmede sig egentlig heller ikke støt sin fuldendelse. Det var faktisk, som om Anna Klindt Sørensen bevidst undgik at nå et resultat for hele tiden at holde mulighederne åbne. Portrættet levede i spring, falmede og blussede op under hendes gentagne angreb og improvisationer, og på trods af min afslappede tilstand, der skyldtes de gode genstande, følte jeg mig næsten som en fæstning, der var under belejring. Blot var jeg ikke den, der kunne kapitulere... det tilkom billedet!"
Anna Klindt Sørensen portrætterede også maleren Gudrun Grove i årene fra 1945-49, samt malerne Holger J. Jensen og Jeppe Vontillius. Desuden portrætterede hun den navnkundige professor Tribini. Ved en konkurrence om det bedste maleri af Tribini vandt Anna Klindt Sørensen og modtog I. C. Jacobsens rejselegat i 1955. Hun malede i øvrigt et stort antal af sine øvrige medmennesker. Dr. phil. Ester Nyholm fortæller: ...Ofte når hun inden for dette område sine bedste kunstneriske resultater. Hendes frie forhold til virkeligheden gør hendes portrætter, såvel som hendes landskaber, til inspiration over et tema. Med sine løse strøg formår hun præcist at karakterisere den portrætterede.

### Landskaber
Anna Klindt Sørensen er måske mest kendt for sine monumentale og ekspressive landskabsmalerier fra syden og udsigter fra villaen i Ry. Malerierne rummer både viltre penselstrøg og vidsyn sammen med ornamentik og fragmenter af ubestemmelig karakter. De indeholder et væld af fortællinger og motiver, som for eksempel det meget store (205x336 cm) maleri "Kamelmarked i Tempelgården (skitseforslag til Bourgibas`mausoleum), ufærdig skitse", som titlen var i marts 1969, da det blev udstillet på Decembristerne. .

### De senere år
Kunstforeningen Gl. Strand viste i 1977 Anna Klindt Sørensens værker sammen med en ny generation af kvindelige kunstnere: Ursula Reuter Christiansen, Inge Ellegaard, Kirsten Justesen og Lene Adler Pedersen. Her oplevede de hende både personligt og kunstnerisk som en pioner for den frigørelse, som de selv kæmpede for.

### Det grænseløse blik
Udstillingen Det grænseløse blik på Sophienholm 2021 viste en række af Anna Klindt Sørensens værker og billedkunstneren Birgitte Ejdrup Kristensens visuelle refleksioner over hendes liv og kunst. Udstillingen blev kurateret af forfatter, cand.mag og ph.d. Eva Pohl, som i det tilhørende katalog skriver Anna Klindt Sørensens ukonventionelle selvportrætter, lysfyldte landskaber, farverige motiver med fokus på interiører og tærskel-billeder med overgange mellem inde og ude samt de meget ligefremme billeder med fyldige og frimodige kvindelige nøgenmodeller lader det grænseløse blik brænde igennem. Det er ofte øjeblikkets indtryk, der er udgangspunkt for den maleriske proces, hvor et element af evighed sniger sig ind som perspektiv. Gerne knyttet til dagslysets virkning. Værkerne vidner om kunstnerens bevidsthed om det væsentlige i dette syn. Mødet mellem nuet og det videre, mere overordnede perspektiv.
Man kan her komme til at tænke på en parallel i litteraturens verden, som det kan ses i den franske forfatter Marguerite Duras´ formulering om grænseløshed, hvor det hedder: "...et blik, der går ud over det, som det betragter..." (jfr. s. 55, Duras (1980)). Marguerite Duras (1914-1996) er netop optaget af eftertankens rum omkring sansninger og begivenheder, og hos Anna Klindt Sørensen mærker man ofte en anelse af en større indsigt og sammenhæng bag det billederne umiddelbart viser.

## Værker
- Udsigt over Øm Kloster, olie 1918
- Stensgård, akvarel 1919
- Ateliervindue, Rue Edouard Jacques ca. 1925
- Baggård i Paris 1925
- Selvportræt 1932
- Komposition, pige med hat 1932
- Den tre-fags i St. Kongensgade ca. 1940
- Sejrøbugten ca. 1941
- Badeanstalt 1941 (Göteborgs Konstmuseum)
- Tyren er løs 1942
- Høns i haven 1943 (Statens Museum for Kunst)
- Maleren Jeppe Vontillius 1944 (dep. Vejle Kunstmuseum)
- Maleren Holger J. Jensen ca. 1945 (dep. Vejle Kunstmuseum)
- Professor Tribini 1955 (vundet konkurrence, I. C. Jacobsens rejselegat)
- Pierre Lübecker ca. 1960
- Elefantineøen, Assuan 1960 (Ribe Kunstmuseum)
- Vinter i Ry 1962
- Mor i rosa og gråt 1962 (ARoS)
- Guds Fod i ørkenen ca. 1970
- Landskab fra Ry 1982 (ARoS)
- Raderinger i Kobberstiksamlingen, Statens Museum for Kunst [1]

## Udstillinger, grupper
- Salon d`Automne, Paris (debut) 1925 og 1931
- Kunstnernes Efterårsudstilling 1928-30, 1935-37, 1941-42
- Charlottenborg Efterårsudstilling fra 1942 som medlem af Grafisk Kunstnersamfund
- Charlottenborgs Efterårsudstilling 1942, 1944, 1946-48, 1952-56, 1962, 1971
- Decembristerne 1942-48, 1952-57-1959-66, 1968-73, 1975-77, 1979, 1981, 1985-86 (mindeophængning)
- Dansk Grafik - fra Willumsen til i dag, Fyns Stiftsmuseum 1952
- Å-udstillingen 1957, 1964-65, 1975
- Le Club International Féminin, udstilling på Musée d´Art Moderne de la Ville, Paris, med Kvindelige Kunstneres Samfund 1958
- Åbo Konstmuseum, Finland, med Kvindelige Kunstneres Samfund 1961
- Aurora-gruppen 1969-71
- Surreelt Miljø, Århus Kunstbygning 1970
- Den fynske Forårsudstilling 1972
- Grafik gennem 150 år, Nordjyllands Kunstmuseum 1976[1]
- Kvindelige Kunstneres Jubilæumsudstilling i Nikolaj, København 1976[17]

## Udstillinger, separat
- Filosofgangen, Odense (sammen med Carl Trock-Madsen, Niels P. Jensen og Holger Havrehed) 1934
- Liljevalchs Konsthall, Stockholm (sammen med Olivia Holm-Møller, Jens Nielsen og Holger J. Jensen) 1946
- Gentofte Rådhus 1961
- Nikolaj, København 1968
- Sophienholm (retrospektiv) 1976
- Tistrup (sammen med Alix Haxthausen) 1977[18]
- Århus Kunstbygning (retrospektiv) 1978
- Randers Kunstmuseum m.fl. (retrospektiv) 1988[1]
- Rønnebæksholm (retrospektiv) 2014
- KunstCentret Silkeborg Bad (retrospektiv) 2015
- Sophienholm (Det grænseløse blik) 2021

## Kunstnersammenslutninger
Medlem af Decembristerne, Grafisk Kunstnersamfund og Kvindelige Kunstneres Samfund.

## Legater og hæderbevisninger
- Hjelmstjerne-Rosencroneske Stiftelses Legat 1941-42
- Glashandler Johan Franz Ronges Fond 1941 og 1943
- Benny Claudi-Pedersen 1944
- Direktør Frederik Wilhelm Krafts Legat 1947
- Charlottenborgs Auktioners Legat 1947
- J.C. Jacobsens Mindelegat 1955
- Tagea Brandts Rejselegat 1963
- Eckersbergs Medaillen 1963
- Æresmedlem af Kvindelige Kunstneres Samfund 1970
- Thorvaldsens Medaillen 1976[1]
- Æresmedlem af Akademiet for de skønne kunster, Det Kongelige Danske Kunstakademi 1980.